# Ali Kayalı
Ali Kayalı (né le 1er janvier 1965 en Bulgarie) est un lutteur turc spécialiste de la lutte libre. Il obtient la nationalité turque en 1990. Il participe aux Jeux olympiques d'été de 1992 et remporte la médaille de bronze en combattant dans la catégorie des poids lourds.

## Palmarès

### Jeux olympiques
- Jeux olympiques d'été de 1992 à Barcelone,  Espagne
  -  Médaille de bronze.